# Westlothiana
Westlothiana ('dier uit West Lothian') is een vooralsnog monotypisch geslacht van uitgestorven reptielachtige Tetrapoda dat ongeveer 338 miljoen jaar geleden leefde tijdens het laatste deel van het Visëen-tijdperk van het Onder-Carboon. Leden van het geslacht hadden een oppervlakkige gelijkenis met hedendaagse hagedissen. Het geslacht is bekend van de enige soort Westlothiana lizziae.
Het type-exemplaar werd ontdekt in de East Kirkton Limestone in de East Kirkton Quarry in West Lothian, Schotland in 1984. Dit exemplaar kreeg de bijnaam 'Lizzie de hagedis' door fossiele jager Stan Wood en deze naam werd snel overgenomen door andere paleontologen en de pers. Toen het exemplaar formeel werd benoemd in 1990, kreeg het de specifieke naam lizziae ter ere van deze bijnaam.
Ondanks zijn vergelijkbare lichaamsvorm wordt Westlothiana echter niet als een ware hagedis beschouwd. De anatomie van Westlothiana bevatte een mengsel van zowel labyrinthodonte als reptielenkenmerken en werd oorspronkelijk beschouwd als het oudste bekende reptiel of Amniota. Bijgewerkte studies hebben echter aangetoond dat deze identificatie niet helemaal juist is. In plaats van een van de eerste amnioten te zijn (tetrapoden die eieren met harde schaal leggen, inclusief synapsiden, reptielen en hun nakomelingen), was Westlothiana nogal een naaste verwant van amnioten. Als gevolg hiervan plaatsen de meeste paleontologen sinds de oorspronkelijke beschrijving het geslacht binnen de groep Reptiliomorpha, onder andere amniote verwanten zoals Diadectomorpha en Seymouriamorpha. Latere analyses plaatsen meestal het geslacht als het vroegst uiteenlopende lid van Lepospondyli, een verzameling ongebruikelijke tetrapoden die dicht bij Amniota of Lissamphibia kunnen zijn (moderne amfibieën zoals kikkers en salamanders) of mogelijk beide tegelijkertijd.

## Kenmerken
Dit zestig centimeter lange reptiel leefde waarschijnlijk in de buurt van een zoetwatermeer en jaagde waarschijnlijk op andere kleine wezens die in dezelfde habitat leefden. Het was een slank dier, met vrij kleine poten en een lange staart. Samen met Casineria, een ander overgangsfossiel dat in Schotland wordt gevonden, is het een van de kleinste reptielachtige amfibieën die bekend zijn, met een lengte van slechts twintig centimeter. Door de kleine omvang is het een belangrijk fossiel geworden in de zoektocht naar het vroegste amnioten, omdat men denkt dat amniote eieren zijn geëvolueerd bij zeer kleine dieren. Het deelt veel eigenschappen met reptielen en andere vroege amnioten in plaats van de meeste amfibische tetrapoden van zijn leeftijd. Deze omvatten een lager aantal enkelbeenderen, geen labyrinthodonte instulping van het dentine, het ontbreken van een otische inkeping en een over het algemeen kleine schedel. Veel van deze functies zijn ook aanwezig bij lepospondylen. Ruta et al. (2003) interpreteerde het lange lichaam en de kleine benen als een mogelijke aanpassing aan het graven, vergelijkbaar met de huidige skinken. Leden van Westlothiana waren zwaar geschaald, met dunne schubben op de buik en veel rijen dikke, overlappende schubben op de rug.
De schedel
De schedel was klein in vergelijking met de totale lichaamslengte en hoewel afgeplat in beide bekende exemplaren, zijn veel componenten zichtbaar. Componenten die aanvankelijk waren verborgen door het pletten, zoals het verhemelte (dak van de mond), werden later onthuld door verdere voorbereiding en röntgenscans. De oogkassen waren vrij groot, elk gevuld met een sclerotische ring. De schedel was vrij breed, maar niet zo oppervlakkig als bij meer basale tetrapoden. De tanden zijn allemaal even groot, in tegenstelling tot veel vroege amnioten met grotere tanden als tanden in het midden van de mond. Bovendien missen ze labyrinthodonte interne kleppen, zoals bij lepospondylen en amnioten, maar in tegenstelling tot het geval met grotere reptiliomorfen. Deze eigenschap kan echter worden gecorreleerd met de grootte, en niet noodzakelijkerwijs verwantschappen. De onderkaak was vergelijkbaar met die van amnioten in termen van het patroon van componentbotten. Het kwadraatbot van het kaakgewricht is verticaal, in plaats van schuin zoals in basale reptiliomorfen zoals seymouriamorfen en embolomeren.
De botten van het schedeldak (het bovenste deel van de schedel, achter de ogen) waren op verschillende manieren karakteristiek. Ze waren losjes gehecht aan die van het wanggebied (namelijk de ossa squamosa), zoals bij amnioten en de meeste reptiliomorpha, behalve voor basale groepen waarin dit gebied een grote otische inkeping behoudt in plaats van contact. Het schedeldak bestond voornamelijk uit de kenmerkende grote en brede ossa parietalia, die zich uitstrekten tot de buitenrand van het schedeldak, een gebied dat bekend staat als het tijdelijke gebied van de schedel. De achterrand van het schedeldak wordt gevormd door drie paar botten, de postparietalia, tabularia en supratemporalia (van binnen naar buiten). De postparietalia zijn breed, de tabularia zijn klein en vierkant van vorm en de supratemporalia zijn smal. Deze reeks van binnen naar buiten is vergelijkbaar met protorothyrididen, maar verschilt sterk van de toestand bij microsauriërs. Het bezit van supratemporalia is zeldzaam bij lepospondylen, maar het komt wel voor bij urocordyliden en een paar vroege aistopoda, waarbij de vorm van dit bot vergelijkbaar is met die van Westlothiana.
Elk supratemporale raakt het langwerpige postorbitale achter de oogkas, waardoor de parietalia van de ossa squamosa worden afgesneden. Dit staat in contrast met sauropsiden (reptielen), maar is vergelijkbaar met de toestand bij diadectomorfen en vroege synapsiden. Microsauriërs bezitten geen supratemporalia, maar bij de meeste leden van de groep schakelen hun grote tabularia pariëtaal-squamosaal contact uit. Bij meer basale reptiliomorfen trad dit probleem niet op omdat een extra bot dat bekend staat als een intertemporale aanwezig was op de kruising van de vier botten. De meeste reptiliomorfen die de intertemporale verloren, vulden de ruimte met behulp van een 'lip' van de parietalia. Bij Westlothiana, Limnoscelis en lepospondylen wordt deze ruimte echter opgevuld door een uitbreiding van de achterste tak van het postorbitale. Dit levert bewijs voor de plaatsing van Westlothiana bij de lepospondylen.
Een van de autapomorfieën van Westlothiana (unieke kenmerken) van de schedel is het feit dat de postfrontalia, die meestal de bovenste achterste hoek van de oogkassen innemen, erg langwerpig zijn. Ze strekken zich naar voren uit om bijna de gehele bovenrand van de oogkassen te vormen en mogelijk in contact te komen met de prefrontalia aan de voorkant van elke koker. Dit contactniveau is onzeker en kan zo klein zijn dat het aan de ene kant van de schedel kan voorkomen en niet aan de andere. Desalniettemin is het bezit van enige hoeveelheid contact tussen het prefrontale en het postfrontale een primitief kenmerk dat verloren is gegaan door echte amnioten.
Verhemelte
Hoewel de schedel in het algemeen een combinatie van amniote en niet-amniote eigenschappen bezit, mist het verhemelte merkbaar amniote aanpassingen. De meeste van deze ontbrekende aanpassingen hebben betrekking op de pterygoïde botten, die langwerpige mesachtige structuren zijn die in het midden van het verhemelte liggen. De smaak ontbreekt bij labyrinthodonte functies zoals grote tanden en in plaats daarvan zijn de pterygoïden volledig bedekt met kleine tandachtige stekels bekend als denticuli. Dit is ongewoon primitief in vergelijking met vroege amnioten, die meestal denticuli hadden die zijn geconcentreerd in slechts een paar delen van de pterygoïden. Verschillende rijen denticles zijn ook aanwezig langs de palatinebenen langs de rand van de mond, maar blijkbaar niet de ectopterygoïde botten direct achter de palatines. De achterkant van het verhemelte bezit een bot dat bekend staat als een parasfenoïde, dat een ongewoon complexe pijlachtige vorm heeft gekregen. De pterygoïden hebben elk een dunne achtertak die reikt tot aan de kaakgewrichten, terwijl ze verder naar de voorkant van de schedel samenkomen. Misschien wel het meest opvallende kenmerk van het verhemelte is het feit dat de achtertakken van de pterygoïden eenvoudig zijn, met concave buitenranden. Dit staat in schril contrast met alle vroege amnioten, waarin dit gebied een buitenste tand bezit (bekend als een 'dwarsflens') die is bedekt met tanden. Verdere voorbereiding van de schedel om dit kenmerk van het verhemelte te onthullen, is een van de belangrijkste redenen waarom de classificatie van Westlothiana werd aangepast om buiten Amniota te horen.
Postcraniaal skelet
Het lichaam is langwerpig, met ongeveer zesendertig tot veertig wervels tussen de schedel en de heup. Geen enkel bekend exemplaar van Westlothiana bevat een volledige staart, dus de lengte van dat gebied is onbekend. De wervels van het lichaam zijn uit meerdere delen bestaande botten, voornamelijk gevormd door een groot pleurocentrumbot aan de achterkant van elk segment, met een kleiner intercentrum aan de voorkant van elk segment. Wervels die dit formaat bezitten worden gedefinieerd als 'gastrocentreus'. De pleurocentra zijn spoelvormige cilinders, doorboord door een groot kanaal voor het ruggenmerg en versmolten tot lage, driehoekige doornuitsteeksels. De intercentra zijn halvemaanvormig en ondanks dat ze kleiner zijn dan de pleurocentra, zijn ze relatief groot in vergelijking met die van de meeste amnioten en geavanceerde reptiliomorpha. Over het algemeen lijken de wervels van Westlothiana het meest op die van de vroege sauropside Captorhinus, hoewel de korte doornuitsteeksels meer lijken op lepospondyle wervels. De wervels hebben echter ook een unieke functie die niet wordt gedeeld door andere reptiliomorfen. Deze functie is de aanwezigheid van verschillende grote kielen die langs de onderkant van elk pleurocentrum lopen. Hoewel kielen ook langs de onderkant van de pleurocentra lopen bij synapsiden, liggen deze kielen veel dichter bij de middenlijn bij leden van die groep in vergelijking met Westlothiana. De ribben van Westlothiana verbinden met de intercentra en zijn aanwezig in elke wervel tussen de schedel en de heup.
De voorpoot was aanzienlijk korter dan de achterpoot, een kenmerk gedeeld met lepospondylen. De enige goed bewaarde delen van de schoudergordel waren de scapulocoracoïden (schouderbladen), die groot en robuust waren. Het opperarmbeen is eenvoudig en het dunste in het midden, meer vergelijkbaar met microsauriërs en vroege amnioten in plaats van grotere viervoeters. De ellepijp is vergelijkbaar met die van gracile pelycosauriërs, inclusief kleine soorten Dimetrodon zoals D. milleri. Hoewel de hand van Lizzie was ontleed, konden vier metacarpale botten worden geïdentificeerd. Dit geeft aan dat ledematen van Westlothiana ten minste vier en mogelijk zelfs vijf vingers bezaten. Vrijwel alle andere reptiliomorfen bezaten vijfvingerige handen, behalve de meerderheid van lepospondylen. Lepospondylen (met uitzondering van Diceratosaurus en Urocordylus) bezaten vier of minder vingers. Analyses die Westlothiana als slechts viervingerig beschouwen, zijn het er in het algemeen over eens dat het een lepospondyle is.
Het bekken is groot, met het bovenste gedeelte gevormd door een staafvormig darmbeen en het onderste gedeelte gevormd door een smalle en lange 'pubo-ischiadische plaat'. Het achterste gedeelte van de pubo-ischiadische plaat is vooral langwerpig bij Westlothiana in vergelijking met andere reptiliomorfen, maar de andere delen van het bekken zijn redelijk normaal volgens de normen van de groep. Het dijbeen is lang en robuust en is ook in het midden het dunst zoals bij de opperarmbeen. Ook vergelijkbaar met de opperarmbeen zijn de toppen van het dijbeen en de geruwde gebieden voor spieraanhechting groot gezien de kleine grootte van het dier. Hoewel het dijbeen over het algemeen vergelijkbaar is met dat van synapsida, zijn het scheenbeen en het kuitbeen veel eenvoudiger en primitiever. Bovendien zijn ze merkbaar kleiner dan het dijbeen, een aandoening die omgekeerd is aan de trend bij de meeste reptiliomorpha die leidt tot de amnioten.
Enkel en voet
De enkel van Westlothiana was vergelijkbaar (maar waarschijnlijk niet identiek) aan die van basale amnioten, in plaats van amfibieën. In moderne amfibieën en de meeste niet-amniote tetrapoden, wordt de enkel gevormd door twaalf botten. Vijf kleine, afgeronde enkelbotten, bekend als 'distale tarsalia', verbinden met de middenvoetbotten die elk naar een teen leiden. Drie iets grotere enkelbeenderen, bekend als 'proximale tarsalia', verbinden met de botten van het onderbeen. Deze drie zijn het middelgrote fibulare (die verbinding maakt met het kuitbeen), het kleine tibiale (die verbinding maakt met het scheenbeen), en de vrij grote tussenvorm die in het midden ligt en contact maakt met zowel het kuitbeen als het scheenbeen. Vier kleine genummerde botten bekend als 'centralia' vullen de gaten tussen de proximale en distale tarsalia.
Bij basale amnioten is de toestand heel anders, met de enkel slechts gevormd door acht botten. De vijf distale tarsalia zijn meestal ongewijzigd, maar meestal blijft slechts één centrale bewaard. Deze enkele overgebleven centrale, aangeduid als het 'naviculaire' bot, werd gevormd door het behoud van alleen de tweede centrale of de fusie van de eerste en tweede. Amniota verschillen ook sterk van amfibieën in het feit dat ze slechts twee grote proximale tarsalia bezitten. Het hielbeen, dat contact maakt met het kuitbeen, wordt bijna unaniem beschouwd als identiek aan het fibulare. Het andere proximale tarsale, het sprongbeen (of talus), is waarschijnlijk een massa gevormd door de fusie van het intermedium, tibiale en het vierde (en mogelijk ook het derde) centrale. Sommige lepospondylen, zoals de reptielachtige microsaurus Tuditanus, hebben deze wijzigingen mogelijk ook ontwikkeld.
De enkel van Westlothiana, evenals die van de meeste andere reptiliomorpha, bevindt zich tussen deze twee aandoeningen. Smithson (1989) rapporteerde dat 'Lizzie' negen enkelbeenderen had, waaronder een sprongbeen en hielbeen, en dat de derde en vierde centralia al waren gefuseerd of verloren. Toch merkte hij ook op dat centralia één en twee (die het naviculare vormden) niet versmolten waren. Smithson et al. (1993) beweerde later dat er tien botten waren, met het argument dat de componenten van het sprongbeen niet volledig waren gefuseerd, met het intermedium en het scheenbeen nog steeds gescheiden. Piñeiro, Demarco en Meneghel (2016) konden niet bepalen welke van deze twee interpretaties superieur waren, maar merkte op dat het grootste bot meer op een gefuseerd sprongbeen leek dan op een niet-gefuseerd intermediair.
De voet was hoogstwaarschijnlijk vijftenig, met een falangeale formule (het aantal kootjes per teen van de binnenste tot de buitenste teen) van 2-3-4-5-4. Deze formule is identiek aan die van vroege amniota, maar omgekeerd is de voet van Westlothiana korter en robuuster dan de langwerpige voeten van amnioten. Bovendien nemen de vingerkootjes af in relatieve grootte naar de punt van de voet in dit geslacht, terwijl het tegenovergestelde geldt voor amnioten.

## Fylogenie
De fylogenetische plaatsing van Westlothiana varieerde van basale amnioten (dat wil zeggen een primitief reptiel) tot een basale Lepospondyli, in analyses met de lepospondylen vertakkend vanuit Reptiliomorpha. De feitelijke fylogenetische positie van Westlothiana is onzeker en weerspiegelt zowel de fragmentarische aard van de vondst als de onzekerheid van labyrinthodonte fylogenie in het algemeen. De moderne consensus over de classificatie van Westlothiana, zoals ondersteund door analyses van Clack (2002), Ruta et al. (2003) en Ruta & Coates (2007) beschouwt het geslacht als het vroegste divergerende (meest 'basale' of 'primitieve') lid van Lepospondyli. De plaatsing van Westlothiana in Lepospondyli ondersteunt de hypothese dat lepospondylen niet erg ver verwijderd zijn van de amnioten. Moderne lissamfibieën worden echter soms beschouwd als afstammelingen van lepospondylen. Daarom is Westlothiana misschien dichter bij moderne amfibieën dan bij Amniota, hoewel nog steeds dicht bij beide.

## Vondsten
Vondsten zijn gedaan in Schotland.